# Spark Marathon Spijkenisse

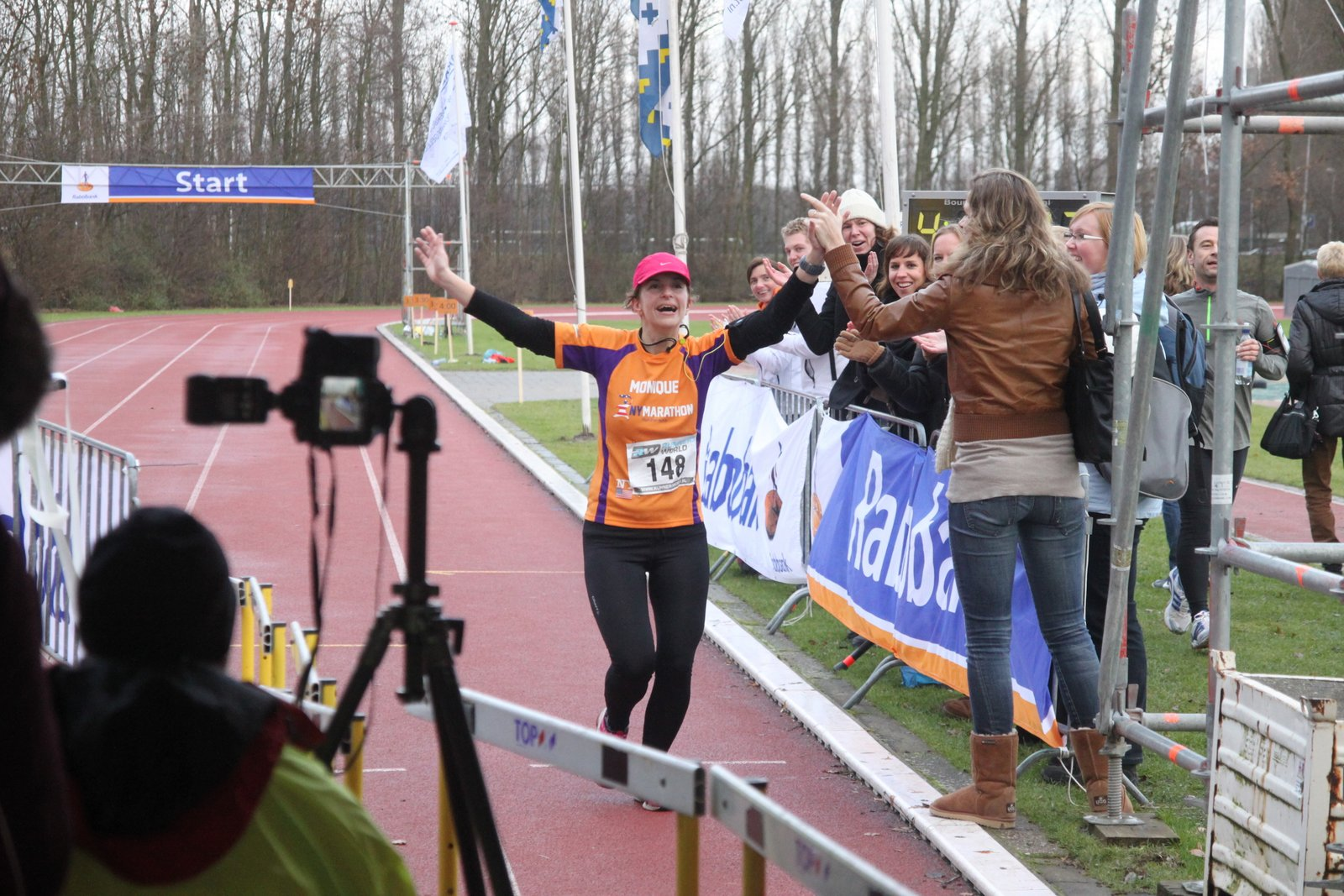
Marathon Spijkenisse 2012

De Spijkenisse Marathon is een hardloopevenement, dat jaarlijks in de maand december in de Nederlandse plaats Spijkenisse wordt gehouden. Naast de hoofdafstand over de marathon (42,195 km) zijn er ook hardloopwedstrijden over de halve marathon (21,1 km), 10 km en 5 km. De start en finish zijn op de atletiekbaan van Spark.

## Historie
De eerste loop werd gehouden in 2006 ter gelegenheid van het 40-jarig bestaan van atletiekvereniging Spark.

## Parcoursrecords
Marathon
- Mannen: Roy Werner 2:28.32 (2022)
- Vrouwen: Milou Berends 2:52.32 (2021)

Halve marathon
- Mannen: Patrick Kwist 1:10.16 (2014)
- Vrouwen: Pauline van Donkelaar 1:22.35 (2019)

## Top 10 finishtijden
Met een gemiddelde tijd van 2:32.45, behoort deze wedstrijd niet tot de snelste tien marathons van Nederland. Zie ook Lijst van snelste marathonsteden.
| Rang | Naam                 | Land | Tijd    | Jaar | Plek |
| ---- | -------------------- | ---- | ------- | ---- | ---- |
| 1    | Roy Werner           | NED  | 2:28.32 | 2022 | 1    |
| 2    | Erwin Harmes         | NED  | 2:30.15 | 2018 | 1    |
| 3    | Davy Stieperaere     | BEL  | 2:31.48 | 2023 | 1    |
| 4    | Ralf Preibisch       | GER  | 2:32.27 | 2008 | 1    |
| 4    | Roy Werner           | NED  | 2:32.27 | 2021 | 1    |
| 6    | Robert Willemse      | NED  | 2:33.29 | 2017 | 1    |
| 7    | Patrick Kwist        | NED  | 2:33.43 | 2011 | 1    |
| 8    | Ralf Preibisch       | GER  | 2:34.20 | 2009 | 1    |
| 9    | Nick Van den Bleeken | NED  | 2:35.10 | 2019 | 1    |
| 10   | Wouter Decock        | BEL  | 2:35.14 | 2018 | 2    |

(bijgewerkt t/m 2024)

## Uitslagen

### marathon
| Jaar             | Snelste man          | Land      | Tijd    | Snelste vrouw          | Land      | Tijd    | Uitslagen            |
| ---------------- | -------------------- | --------- | ------- | ---------------------- | --------- | ------- | -------------------- |
| 17 december 2006 | Ed van Dijk          | Nederland | 2:46.18 | Martine Lemson         | Nederland | 3:38.54 | Uitslagen[dode link] |
| 9 december 2007  | Ralf Preibisch       | Duitsland | 2:38.34 | Sabine Hundrieser      | Nederland | 3:24.06 | Uitslagen[dode link] |
| 7 december 2008  | Ralf Preibisch       | Duitsland | 2:32.27 | Leonie Verstegen       | Nederland | 3:20.30 | Uitslagen[dode link] |
| 13 december 2009 | Ralf Preibisch       | Duitsland | 2:34.20 | Mieke Hekkers          | Nederland | 3:21.04 | Uitslagen[dode link] |
| 12 december 2010 | Luc Krotwaar         | Nederland | 2:37.16 | Elsemieke de Vos       | Nederland | 3:09.34 | Uitslagen            |
| 18 december 2011 | Patrick Kwist        | Nederland | 2:33.43 | Elsemieke de Vos       | Nederland | 3:12.00 | Uitslagen[dode link] |
| 16 december 2012 | David Hemstede       | Nederland | 2:42.10 | Elsemieke de Vos       | Nederland | 3:03.00 | Uitslagen            |
| 15 december 2013 | Remy Vasseur         | Nederland | 2:42.52 | Elsemieke de Vos       | Nederland | 3:02.13 | Uitslagen            |
| 14 december 2014 | Robert Willemse      | Nederland | 2:37.37 | Sonja van Hecke        | Nederland | 3:23.02 | Uitslagen            |
| 6 december 2015  | Andreas Grøgaard     | Noorwegen | 2:40.45 | Irene Kinnegim         | Nederland | 2:56.23 | Uitslagen            |
| 18 december 2016 | Remy Vasseur         | Nederland | 2:37.21 | Jorieke Casteleijn     | Nederland | 3:16.08 | Uitslagen            |
| 17 december 2017 | Robert Willemse      | Nederland | 2:33.29 | Leonie Ton             | Nederland | 3:03.49 | Uitslagen            |
| 16 december 2018 | Erwin Harmes         | Nederland | 2:30.15 | Sameena van der Mijden | Nederland | 2:59.12 | Uitslagen            |
| 15 december 2019 | Nick Van den Bleeken | Nederland | 2:35.10 | Leonie Ton             | Nederland | 3:03.37 | Uitslagen            |
| 28 november 2021 | Roy Werner           | Nederland | 2:32.27 | Milou Berends          | Nederland | 2:52.32 | Uitslagen            |

### halve marathon
| Jaar             | Snelste man         | Land      | Tijd    | Snelste vrouw         | Land      | Tijd    | Uitslagen            |
| ---------------- | ------------------- | --------- | ------- | --------------------- | --------- | ------- | -------------------- |
| 17 december 2006 | Michael Woerden     | Nederland | 1:11.28 | Anita Bieren          | Nederland | 1:34.36 | Uitslagen[dode link] |
| 9 december 2007  | Folkert van de Krol | Nederland | 1:17.43 | Anne Zijderveld       | Nederland | 1:35.45 | Uitslagen[dode link] |
| 7 december 2008  | Menno Lieven        | Nederland | 1:14.14 | Anne Zijderveld       | Nederland | 1:28.04 | Uitslagen[dode link] |
| 13 december 2009 | Rachid Fadis        | Nederland | 1:19.45 | Francis Schinkel      | Nederland | 1:24.38 | Uitslagen[dode link] |
| 12 december 2010 | Patrick Kwist       | Nederland | 1:10.59 | Martine Lust          | Nederland | 1:32.10 | Uitslagen            |
| 18 december 2011 | Aart-Peter Baan     | Nederland | 1:17.59 | Robi van Leersum      | Nederland | 1:30.42 | Uitslagen[dode link] |
| 16 december 2012 | Patrick Kwist       | Nederland | 1:11.58 | Birgit Voorn          | Nederland | 1:33.20 | Uitslagen            |
| 15 december 2013 | Martin Nieuwstraten | Nederland | 1:18.11 | Amy van den Broek     | Nederland | 1:26.40 | Uitslagen            |
| 14 december 2014 | Patrick Kwist       | Nederland | 1:10.16 | Amy van den Broek     | Nederland | 1:24.03 | Uitslagen            |
| 6 december 2015  | Patrick Kwist       | Nederland | 1:12.48 | Petra Sloots          | Nederland | 1:27.55 | Uitslagen            |
| 18 december 2016 | Sorin Mineran       | Roemenië  | 1:10.51 | Melanie Spruyt        | Nederland | 1:26.16 | Uitslagen            |
| 17 december 2017 | Patrick Kwist       | Nederland | 1:11.46 | Vanessa Hartman       | Nederland | 1:29.44 | Uitslagen            |
| 16 december 2018 | Nixon Fernandes     | Nederland | 1:11.08 | Pauline van Donkelaar | Nederland | 1:24.42 | Uitslagen            |
| 15 december 2019 | Nixon Fernandes     | Nederland | 1:10.31 | Pauline van Donkelaar | Nederland | 1:22.35 | Uitslagen            |
| 28 november 2021 | Jeroen Velders      | Nederland | 1:13.10 | Elsbeth Ciesluk       | Nederland | 1:23.22 | Uitslagen            |